# Академія магії
«Академія магії» (англ. The Academy of Magic») — класичний анімаційний фентезійний мультфільм, що вийшов на студії Gold Valley Films 2020 року. Світова прем'єра фільму відбулася 5 січня 2020 року в Лівані. В Україні стрічка вийшла в прокат 20 травня 2021 року.

## Сюжет
Маленьку дівчинку невідомо хто підкинув до дверей будинку тітоньки Хаффен Пфефер. Вона виростила і виховала її, назвавши Аурою та дала їй своє прізвище. Дівчинка нічим не відрізнялося від життя її одноліток, аж поки їй не виповнилося 16 років. Єдине, що її руку прикрашала родима пляма у вигляді троянди. У день, коли Аурі виповнилося 16 років, сталося диво: вона вперше проявила свою магічну силу. Дівчина врятувала свою названу матір на яку котився на великій швидкості віз із яблуками, зупинивши його. Так, Аура дізналася, що наділена магічними здібностями. Також у цей день ожила механічна іграшка Йодель, що ніяк себе не проявляла весь цей час Йодель і підказав Аурі, що прийшов час полишати рідний дім та вирушати на навчання до Академії магії, де він раніше ив. Дівчину навіть бе золотого жетону прийняли до Академії магії. Тут її однолітки опановують тонкощі чаклунського мистецтва. Для когось це зовсім не складно, бо він з дитинства ріс у чаклунській родині. Аурі ж доведеться не легко – мало того, що не усі чари їй даються, так ще й інші учні кепкують над її незграбністю та називають селянкою. Але її наполегливість дозволила дівчині розкрити темні таємниці навчального закладу та врятувати його вчителів та учнів від жахливих планів магістра академії Френка Х'югарта завоювати весь світ.
Фентезійний мультфільм «Академія магії» зняв Йорген Клабін, для якого це третя режисерська робота. Разом з Сінді Робінсон він написав сценарій. У цій царині він набагато досвідченіший – за його плечима робота над кращими анімаційними фільмами 1990-х років: «Король Лев», «Мулан», «Покахонтас», а також першою частиною мультфільму «Тачки», який вийшов у 2006 році.

## Персонажі
| Аура                   | Лаура Меган Стал | дівчинка                 | дівчина, наділена магічними здібностями. У неї дідусь чаклун та засновник Академія магії. Поборовши директора, що намагався озброїтись силами зла, вона стала директоркою Академії магії |  |
| Йодель                 | Бен Діскін       | іграшка                  | механічна іграшка, яку створив засновник Академії магії для захисту свої онуки від сил зла                                                                                               |  |
| Шоун Міллер            | Майкл Джонстон   | учень академії           | Шоун прибув до академії аби визволити свого дідуся. Його чарівника магістр академії Френк Х'югерт заточив у в'язниці на яку він перетворив старе приміщення академії                     |  |
| Ламберт                | Джемісон Прайс   | учитель академії         | навчає учнів чаклунству в академії магії |  |
| Тітонька Хаффен Пфефер | Філес Семплер    | жінка, що виростила Ауру | жінка, до будинку якої підкинули маленьку дівчинку, яку вона назвала Аурою та виростила до 16-річного віку. Остання, ставши директоркою Академії магії забрала її до себе                |  |
| Френк                  | Майкл Оренштейн  | магістр академії Х'югерт | ініціатор жахливих планів завоювати весь світ |  |
| С'юзенн                |                  | учениця академії         | — |  |
| Фінн                   |                  | учень академії           | — |  |
| Герндт                 |                  | учень академії           | — |  |
| Рубен та Джеральд      |                  | учні академії            | два брати-близнюки, що товаришують із Аурою |  |

## Українська дубляж
Українською мовою фільм дубльовано на студії «Kinomania Film Distribution» у 2021 році для прокату в кінотеатрах. 

Перекладач і автор синхронного тексту —  

Режисер дубляжу —  

Музичний керівник —  

Творчий консультант —
| Персонаж (оригінальне ім'я) | Оригінальне озвучення | Український дубляж |
| --------------------------- | --------------------- | ------------------ |
| Аура                        | Лаура Меган Стал      |                    |
| Йодель                      | Бен Діскін            |                    |
| Шоун                        | Майкл Джонстон        |                    |
| Ламберт                     | Джемисон Прайс        |                    |
| тітонька                    | Філіс Семплер         |                    |
| Міллер                      | Грант Джордж          |                    |
| Френк                       | Майкл Оренштейн       |                    |